# Yobe (fiume)
Il fiume Yobe (anche noto, in francese come Komadougou Yobe o Komadugu-Yobe) è un fiume dell'Africa occidentale che attraversa la Nigeria e il Niger per tuffarsi, dopo un percorso di 1200 km, nel lago Ciad. Il Yobe costituisce la frontiera fra Nigeria e Niger per circa 150 km.

## Geografia
Il bacino del fiume Yobe è situato nel nord della Nigeria (per ca. 85 000 km²), nel sud-est del Niger (ca. 65 000 km²). La media di pioggia annuale varia tra i 1000 mm l'anno nella zona a monte ai 400 mm nella zona centrale del bacino, sino ai circa 300 mm nei pressi del lago Ciad.

## Idrometria
La portata del fiume Yobe è stata monitorata per un periodo di 25 anni, fra il 1967 e il 1991, a Bagara Diffa, località del Niger situata poco distante la foce nel lago Ciad. A Bagara Diffa, la portata media annuale monitorata è stata di 15 m3/s.
Lo Yobe è un corso d'acqua molto irregolare. Vi sono dei periodi di siccità, nei quali v'è assoluta mancanza d'acqua, e altri in cui la portata è molto elevata. Per esempio, la portata media osservata in aprile-maggio è pari a 0 m3/s (stagione di secca), mentre in ottobre (il mese delle inondazioni), si raggiungono di media i 45,8 m3/s, il che testimonia la grande irregolarità del flusso d'acqua. Nel corso dei 25 anni, il valore medio mensile più basso s'è attestato a 0 m3/s, nei mesi che vanno da novembre a luglio inclusi, mentre il maggiore è stato di 71 m3/s, in ottobre.